# Elephant Moraine
Die Elephant Moraine (englisch für Elefantenmoräne) ist eine 5 km lange und isolierte Moräne im ostantarktischen Viktorialand. Sie liegt 45 km westlich des Reckling Peak auf der Westseite des Kopfendes des Mawson-Gletschers. Sie ist Teil eines schmalen Eisbandes, dass sich vom Reckling Peak über rund 100 km nach Westen erstreckt.
William R. MacDonald (1925–1977) vom United States Geological Survey identifizierte die Moräne anhand von Satellitenaufnahmen aus dem Jahr 1973 und später erstellten Luftaufnahmen fälschlich als „[…] Nunatak in der Form eines Elefanten[kopfs]“. Die eigentliche Natur des Objekts klärte sich im Zuge einer der von William A. Cassidy von der University of Pittsburgh geleiteten Kampagnen des United States Antarctic Program zur Sammlung antarktischer Meteorite (ANSMET) in der Ross Dependency zwischen 1979 und 1980 auf, dabei wurde unter anderem der Marsmeteorit Elephant Moraine A79001 gefunden. Das Advisory Committee on Antarctic Names verlieh der Moräne im Jahr 1989 ihren aus der Erstbeschreibung stammenden deskriptiven Namen.